# فنیتون
فنیتون (به انگلیسی: Feniton) یک روستا و محله مدنی در بریتانیا است که در East Devon واقع شده‌است. فنیتون ۱٬۵۶۸ نفر جمعیت دارد.